# Elizabeth Nyström

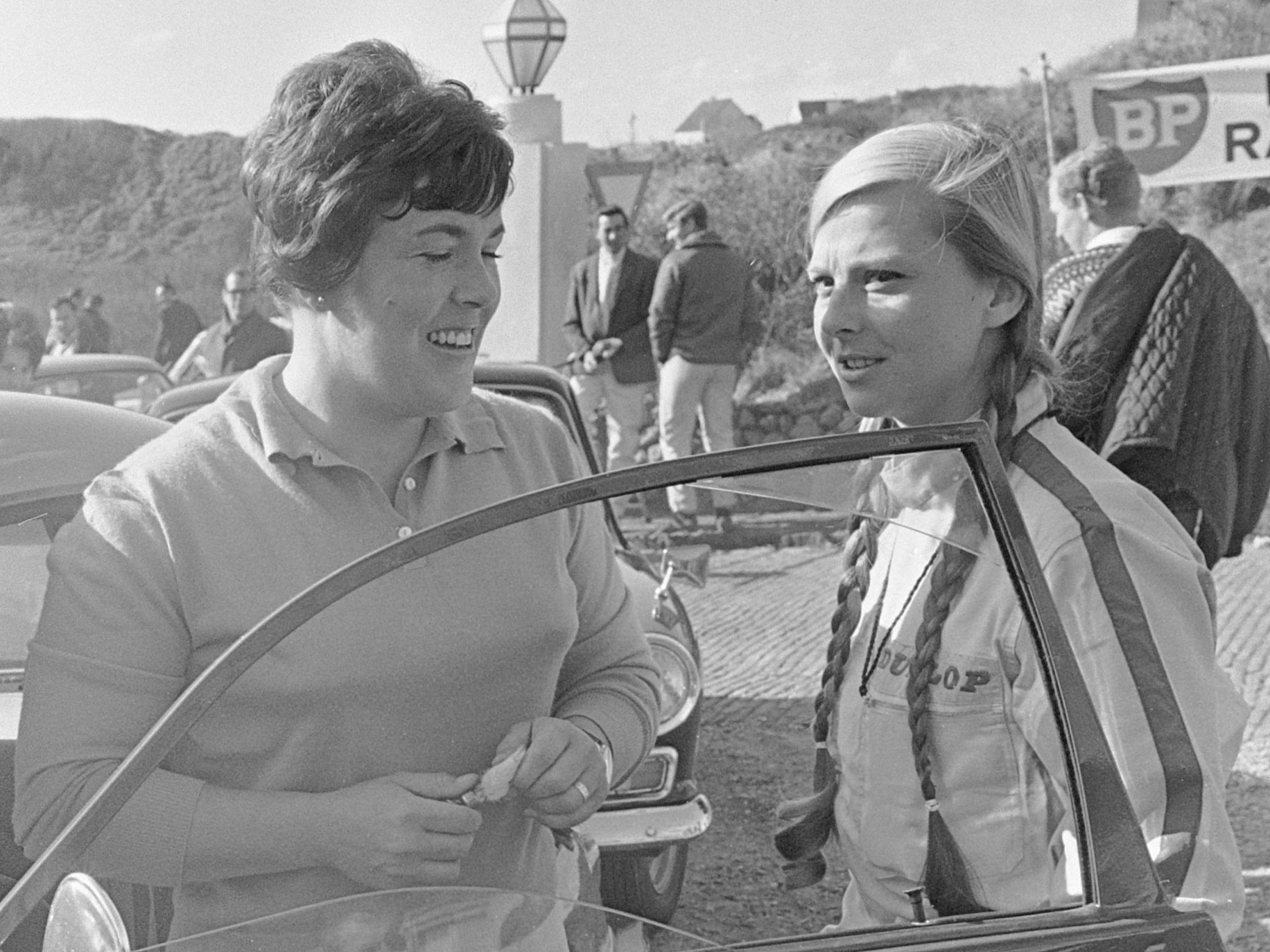
Pat Carlsson och Elisabeth Nyström (till höger), 1967.

Maud Astrid Elizabeth Nyström, född 19 mars 1942 i Västra Tunhems församling i Älvsborgs län, död 16 februari 2016 i Trollhättan, var en svensk politiker (moderat), som var riksdagsledamot 1995–2006 (ersättare 1995–1996, ordinarie ledamot 1996–2006). Hon var under sin tid i riksdagen bland annat 2:e vice ordförande i trafikutskottet 2002–2006. Plats 235 för Västra Götalands läns norra valkrets.
På 1960-talet arbetade Elizabeth Nyström som kartläsare för rallyföraren Pat Moss.